# Куковицкий, Михаил Михайлович
Кукови́цкий Михаи́л Миха́йлович (20 июня 1930 года, Новороссийск — 20 декабря 2009 года, Уфа) ― советский и российский изобретатель, химик, генеральный директор ПО «Башнефтехимзаводы». Выпускник факультета химической технологии топлива Московского химико-технологического института им. Д. И. Менделеева (1953, инженер-технолог).

## Биография
Михаил Куковицкий родился 12 июня 1930 года в причерноморском городе Новороссийске. Всю свою многолетнюю и плодотворную трудовую деятельность он посвятил развитию нефтеперерабатывающей отрасли Башкирии.
По государственному распределению был направлен на работу в Башкирию, на Уральский нефтеперерабатывающий завод, где начиная с 1953 года работал старшим инженером, заместителем, затем начальником цеха Ново-Уфимского НПЗ.
С 1960 по 1978 годы трудился на постах главного технолога-начальника технического отдела, главного инженера Уфимского НПЗ имени XXII съезда КПСС. В 1978—1986 годах работал директором этого завода.
В 1965—1967 годы выезжал за рубеж, работал главным инженером и директором НПЗ в городе Барода штата Гуджарат в Индии.
В 1986 году был назначен на должность начальника территориального объединения «Башнефтехимзаводы». С 1988 года и до выхода на заслуженный отдых в 1992 году Михаил Михайлович работал генеральным директором производственного объединения «Башнефтехимзаводы». В 1991 году он возглавлял наблюдательный совет одной из первых биржевых структур в стране — Башкирский специализированной товарно-сырьевой биржи «Нефть и продукты её переработки».
В 1968 году защитил диссертацию «Исследование процесса получения синтетических эфирных масел с использованием ионообменных смол» на соискание учёной степени кандидата технических наук. Внёс вклад в разработку способов получения смазочных масел, сульфонатной присадки, регенерации отработанных сложноэфирных масел. Под его непосредственным руководством были построены комплексы по производству высших жирных спиртов, ароматических углеводородов, освоено производство ряда товаров народного потребления, проведена реконструкция основных объектов уфимских нефтеперерабатывающих заводов, направленная на увеличение производительности и качества продукции, внедрена гидроочистка дизельных топлив и бензинов, каталитический и термический крекинг. Михаилом Куковицким созданы новые пластификаторы и смазки для прокатных станов. Он автор 73 изобретений и более 60 научных публикаций.
Активно участвовал в общественно-политической жизни Уфы и республики. Он избирался депутатом Верховного Совета Башкирской АССР, председателем комитета парламента по охране природы и рациональному использованию природных ресурсов, членом Башкирского обкома КПСС, делегатом XXVII съезда КПСС.
Его многолетний добросовестный труд отмечен орденами «Знак Почёта», Октябрьской Революции, многими медалями. Ему были присвоены почётные звания заслуженного химика Башкирской АССР и Почётного нефтехимика СССР.
Михаила Михайловича Куковицкого всегда отличали замечательные человеческие качества: доброжелательность, душевная простота, скромность и внимательное отношение к людям.
Скончался он 20 декабря 2009 года на 80-м году жизни после тяжелой и продолжительной болезни. Похоронен на Северном кладбище в Уфе.
В 2010 году в соответствии с распоряжением Правительства Башкортостана на доме № 18 по улице Блюхера в Уфе, где жил Михаил Куковцкий, была установлена мемориальная доска.